# 基恩斯特拉 (密西西比州)
基恩斯特拉（英語：Kienstra）是位於美國密西西比州亞當斯縣的鬼鎮。

## 歷史
基恩斯特拉的郵局於1871年設立，其後於1957年停運。

## 地理
基恩斯特拉所處的海拔為高於海平面17米（即56英呎），而該地所採用的時區為UTC-6，即北美中部時區（CST）。同時該地設有夏令時間，為UTC-6調快一小時，即UTC-5（CDT）。